# Équipe cycliste Ebo-Superia
Ebo-Superia est une équipe cycliste professionnelle belge créée en 1976 et disparue à l'issue de la saison 1977. Elle porte le nom d'Ebo-Cinzia en 1976. L'équipe participe notamment au Tour d'Espagne en 1976 et en 1977. Lors de cette première participation, Ferdi Van Den Haute remporte la 7e étape.